# Narodowa Armia Wyzwoleńcza (Algieria)
Narodowa Armia Wyzwoleńcza (arab. ‏جيش التحرير الوطني الجزائري‎, fr. Armée de Libération Nationale, ALN) – zbrojne ramię Frontu Wyzwolenia Narodowego powołane po wybuchu w Algierii antyfrancuskiego powstania 1 listopada 1954 i zakończonego wywalczeniem niepodległości 1962. Armia dowodzona była przez dowodzona przez pułkownika Huari Bumediena. Po zakończeniu wojny ALN przekształciła się w regularne siły zbrojne republiki.